# Ideal (Georgia)
Ideal város az USA Georgia államában, Macon megyében. Lakosainak száma 407 fő (2020. április 1.).

## Népesség
A település népességének változása:
| Lakosok száma | 518  | 499  | 407  |
|               | 2000 | 2010 | 2020 |